# Corydoras fowleri
Corydoras fowleri är en fiskart som beskrevs av Böhlke, 1950. Corydoras fowleri ingår i släktet Corydoras och familjen Callichthyidae. Inga underarter finns listade i Catalogue of Life.